# Rentweinsdorf
Rentweinsdorf è un comune tedesco di  1 575 abitanti situato nel land della Baviera.